# Ontarijska minamatska bolezen
Ontarijska minamatska bolezen je nevrološki sindrom, ki ga povzroči huda zastrupitev z živim srebrom. Bolezen se je pojavila v kanadski provinci Ontario. Leta 1970 je resno vplivala na skupnost v severozahodnem Ontariju, ki se prehranjuje z lokalnimi ribami te pa so bile onesnežene z živim srebrom, zaradi nezakonitega odlaganja industrijskih kemičnih odpadkov na tem področju. Bolezen je bila poimenovana po neslavnem primeru resne zastrupitve z živim srebrom v ribolovnem področju Minamata na Japonskem, ki je postalo poznano prav po Minamatski bolezni, saj so se zastrupili samo prebivalci tega področja.